# Rohr bei Hartberg
Rohr bei Hartberg è un comune austriaco di 1 452 abitanti nel distretto di Hartberg-Fürstenfeld, in Stiria. Il 1º gennaio 2017 ha inglobato il comune soppresso di Wörth an der Lafnitz.